# Orchestre Symphonique de Québec
L'Orchestre Symphonique de Québec (OSQ; in inglese: Quebec Symphony Orchestra) è un'orchestra sinfonica canadese con sede a Quebec City. L'orchestra si esibisce anche con il Théâtre lyrique du Québec (Théâtre lyrique de Nouvelle-France), l'Opéra de Québec e il Choeur Symphonique de Québec.

## Storia
Fondata nel 1902 come Société Symphonique de Québec, l'OSQ è la più antica orchestra canadese attiva. Joseph Vézina è stato il primo direttore musicale dell'OSQ, dal 1902 al 1924. Nel 1942, l'orchestra si è fusa con l'orchestra rivale Cercle philharmonique de Québec (fondata nel 1936), momento in cui cambiò il suo nome in Orchestre Symphonique de Québec.
L'orchestra organizza un concorso annuale per giovani musicisti del Quebec che assegna premi in denaro e l'opportunità di esibirsi come solista con l'orchestra.
L'ultimo direttore musicale canadese dell'OSQ è stato Françoys Bernier, dal 1966 al 1968. Yoav Talmi è stato direttore musicale dal 1998 al 2011 e ora ha il titolo di chef émérite (direttore d'orchestra emerito) con l'orchestra. Nel dicembre 2011 l'OSQ ha annunciato la nomina di Fabien Gabel come suo undicesimo direttore musicale, a partire dalla stagione 2012-2013, con un contratto iniziale di 4 anni. L'ultimo direttore musicale dell'orchestra, Gabel, ha concluso il suo incarico di direttore musicale della OSQ alla fine della stagione 2020-2021.

## Direttori musicali
- Joseph Vézina (1902–1924)
- Robert Talbot (1924–1942)
- Edwin Bélanger (1942–1951)
- Wilfrid Pelletier (1951–1966)
- Françoys Bernier (1966–1968)
- Pierre Dervaux (1968–1975)
- James DePreist (1976–1983)
- Simon Streatfeild (1983–1991)
- Pascal Verrot (1991–1998)
- Yoav Talmi (1998–2011)
- Fabien Gabel (2012–2021)

## Discografia
- Roger Matton: Symphonic Movement I - Guillaume Lekeu Adagio per quartetto d'orchestra, Opus 3 - Darius Milhaud Suite provenzale. James DePreist direttore. Hidetaro Suzuki primo violino. 1977. RCI 454/(Matto) 5-ACM 29
- Musica del Realismo Magico, vol 2: Denys Bouliane Il Cactus che ride e la giovane donna che soffriva di una sete insaziabile. Direttore Streatfeild. 1991. SNE 567 (CD)
- André Prévost Il racconto dell'uccello - Haydn, Sinfonia dei giocattoli. Berryman e Besré narratori, direttore d'orchestra Duschenes. 1984. SNE 518/(Prevost) 6-ACM 28
- El Cuento del Pajaro - Haydn, Sinfonia dei giocattoli. Rodriguez e Barris narratori, direttore d'orchestra Duschenes. 1984. NES 519
- La storia dell'uccello - Haydn, Sinfonia dei giocattoli. Narratori Henry e Monette, direttore d'orchestra Duschenes. 1983. NES 505
- Ballando per 100 anni (opere di Béla Bartók, Johannes Brahms, Claude Champagne, François Dompierre e Antonín Dvořák. Direttore Yoav Talmi; Darren Lowe, violino. 2002. Analekta fl. FL 2 3156.
- Concerto de Québec di André Mathieu - Concerto di Varsavia di Richard Addinsell - Concerto in fa di George Gershwin. Yoav Talmi direttore, Alain Lefèvre pianoforte. 2003. Analekta. AN 2 9814.